# Перенаправлення URL
URL-переадресація (URL-пересилання, англ. URL redirection) — метод World Wide Web для створення вебсторінки, що доступна за багатьма URL. Схожий на техніку перенаправлення домену.

## Види перенаправлень
3xx: Redirection (перенаправлення):
- 300 Multiple Choices («безліч виборів»);
- 301 Moved Permanently («переміщено назавжди»);
- 302 Moved Temporarily («переміщено тимчасово»);
- 302 Found («знайдено»);
- 303 See Other («дивитися інше»);
- 304 Not Modified («нічого не змінено»);
- 305 Use Proxy («використовуйте проксі»);
- 306 –  зарезервовано  (код використовувався тільки в ранніх специфікаціях);
- 307 Temporary Redirect («тимчасове перенаправлення»);
- 308 Permanent Redirect («постійне перенаправлення»).

## Цілі
Є кілька причин для використання URL-перенаправлень:

### Подібні доменні імена
Користувач веббраузера може неправильного ввести URL, наприклад, «exampel.com» і «exmaple.com». Реєстр організацій часто реєструють подібні домени і направляють їх на «правильне» місце знаходження: example.com. Наприклад: адреси example.com та example.net можуть перенаправити на один домен чи вебсторінку, наприклад example.org. Цей метод часто використовується для створення «резерву» доменів верхнього рівня з тією ж назвою, або щоб перенаправляти .edu або .net на більш впізнаваний .com-домен.

### Переїзд сайту на новий домен
Вебсторінки можуть бути перенаправлені в силу декількох причин:
1. Вебсайту, можливо, потрібно змінити доменне ім'я. Для збереження трафіку використовують 301 редірект[1], для того, щоб пошукові системи коректно об'єднали сторінки старого і нового сайту.
2. Автор, можливо має намір перемістити на новий домен.
3. Два вебсайти потрібно об'єднати.